# Vivild (Norddjurs Kommune)
 For alternative betydninger, se Vivild. (Se også artikler, som begynder med Vivild)
Vivild er en lille by på Djursland med 781 indbyggere  (2024). Vivild er beliggende ni kilometer nordøst for Auning. Fra Randers er der 29 kilometer mod øst til Vivild og fra Grenaa er der 33 kilometer mod vest til byen. Byen ligger heller ikke særlig langt fra stranden.
Byen ligger i Region Midtjylland og hører under Norddjurs Kommune. Vivild er beliggende i Vivild Sogn og Vivild Kirke ligger i byen.
Vivild har en idrætsforening Vivild IF, en idrætsefterskole og en folkeskole Langhøjskolen. Byen har også købmand, banker, solcenter, pizzeria, elektriker, frisører og andre erhverv.